# Дил
Дил (укр. Діл) — село в Межгорской поселковой общине Хустского района Закарпатской области Украины.
Население по переписи 2001 года составляло 183 человека. Почтовый индекс — 90032. Телефонный код — 3146. Занимает площадь 1.88 км². Код КОАТУУ — 2122486002.